# Hispidophila brontispae
Hispidophila brontispae is een vliesvleugelig insect uit de familie Trichogrammatidae. De wetenschappelijke naam is voor het eerst geldig gepubliceerd in 1931 door Ferrière.